# Дери, Йехуда
Йехуда Дери (ивр. יהודה דרעי‎; 31 июля 1957, Мекнес — 9 июля 2024[…], Иерусалим, Иерусалим[…]) — раввин, член Главного раввинского совета Израиля и главный раввин Беэр-Шевы с 1997 года. В 2013 году он был кандидатом на пост главного раввина Израиля. В прошлом он также был кандидатом на пост главного раввина Иерусалима и Тель-Авива. Брат Арье Дери.
Умер 9 июля 2024 года в возрасте 66 лет.